# Mato Perajica
Mato Perajica (Livno, 13. rujna 1981.), hrvatski košarkaš iz Bosne i Hercegovine. Jedan je od najuspješnijih livanjskih košarkaša. Igra na poziciji centra i krilnog centra. Visok je 203 centimetra. Nastupao za KK Troglav Livno, KK Osijek, KK Zagorje iz Zagorja na Savi, HKK Grude, HKK Zrinjski Mostar. Potpisao je ugovor s Vrijednosnicama OS Darda.